# Ламбарене
Ламбаренѐ (на френски: Lambaréné) е град в Габон. Той е общински център на провинция Средно Огоуе в Габон. Населението му е 38 775 жители (по данни от 2013 г.). Градът е разположен само на няколко километра южно от екватора. Ламбарене се намира в Централната Африканска Дъждовна гора на река Огоуе. Реката разделя града на 3 района: Рив Гош, Ил Ламбарене и Рив Дроат. Средната температура е 27 °C. Дъждовният сезон започва през октомври и свършва през юни (включително кратък сух сезон през декември – януари). Дългият сух сезон е от юли до септември.

## Личности
Алберт Швайцер (носител на Нобелова награда за мир) основава световноизвестната болница в Ламбарене през 1913 г.